# Placidochromis domirae
Placidochromis domirae är en fiskart som beskrevs av Mark Hanssens 2004. Placidochromis domirae ingår i släktet Placidochromis och familjen Cichlidae. Inga underarter finns listade i Catalogue of Life.